# Solenandra angustifolia
Solenandra angustifolia là một loài thực vật có hoa trong họ Thiến thảo. Loài này được (Sw.) Paudyal & Delprete mô tả khoa học năm 2018.